# Nervesa della Battaglia
Nervesa della Battaglia is een gemeente in de Italiaanse provincie Treviso (regio Veneto) en telt 6948 inwoners (31-12-2004). De oppervlakte bedraagt 35,6 km², de bevolkingsdichtheid is 195 inwoners per km².

## Demografie
Nervesa della Battaglia telt ongeveer 2512 huishoudens. Het aantal inwoners steeg in de periode 1991-2001 met 3,9% volgens cijfers uit de tienjaarlijkse volkstellingen van ISTAT.
| Jaar | Inwoneraantal |
| ---- | ------------- |
| 1991 | 6401          |
| 2001 | 6653          |

## Geografie
De gemeente ligt op ongeveer 78 m boven zeeniveau.
Nervesa della Battaglia grenst aan de volgende gemeenten: Arcade, Giavera del Montello, Santa Lucia di Piave, Sernaglia della Battaglia, Spresiano, Susegana.